# Madla a Ťap
Madla a Ťap je český hraný televizní seriál natočený v roce 2006 poprvé vysílaný v rámci večerníčku v únoru roku 2007. Seriál spadá do volné série přírodovědných příběhů, které pro Českou televizi vymyslel a zrealizoval Václav Chaloupek. Každá série se věnovala jinému živočišnému druhu.
Kameru zabezpečil Jiří Bálek. Hudbu složil Jaroslav Samson Lenk včetně textu písně, příběhem provázel Josef Somr. Bylo natočeno 13 epizod, v délce mezi 9 až 10 minutami.

## Synopse
Hlavními zvířecími hrdiny jsou štěně bavorského barváře a mládě rysa ostrovida. Matka mláděte rysa tragicky zahynula, ale rysího sirotka objevil zoolog Aleš, který se o něho postará. Rys přežije a v Alešově štěněti Madle najde nerozlučného kamaráda. V seriálu pak můžeme sledovat jejich dobrodružné putování Šumavou poté, co na jednom výletě se jejich průvodci zaběhnou a nemohou najít cestu zpět…

## Seznam dílů
1. Jak byl sám[1]
2. Jak ho zachránili[1]
3. Jak byli na výletě[1]
4. Jak se ztratili[1]
5. Jak poobědvali[1]
6. Jak byli u řeky[1]
7. Jak byli u jezera[1]
8. Jak přišli na hrad[1]
9. Jak viděli slatě[1]
10. Jak navštívili poustevníka[1]
11. Jak došli až do Bavor[1]
12. Jak byli v nebezpečí[1]
13. Jak se shledali[1]

## Další tvůrci
- Spolupráce: Karel Brož, Jaroslav Vogeltanz, Martin Milfort